# Embalse de Borbollón
Embalse de Borbollón este o arie protejată (arie de protecție specială avifaunistică — SPA) din Spania întinsă pe o suprafață de 1.007,86 ha, integral pe uscat.

## Localizare
Centrul sitului Embalse de Borbollón este situat la coordonatele 40°08′13″N 6°33′15″W / 40.1369°N 6.5542°V.

## Înființare
Situl Embalse de Borbollón a fost declarat arie de protecție specială avifaunistică în iunie 2003 pentru a proteja 56 de specii de animale.

## Biodiversitate
Situată în ecoregiunea mediteraneană, aria protejată conține 3 habitate naturale: Dehesas cu Quercus spp. perene, Păduri de stejar galițio-portugheze cu Quercus robur și Quercus pyrenaica, Iazuri temporare mediteraneene.
La baza desemnării sitului se află mai multe specii protejate:
- păsări (53): fluierar de munte (Actitis hypoleucos), pescăruș albastru (Alcedo atthis), rață sulițar (Anas acuta), rață lingurar (Anas clypeata), rață pitică (Anas crecca), rață fluierătoare (Anas penelope), rață mare (Anas platyrhynchos), rață pestriță (Anas strepera), gârliță mare (Anser albifrons), gâscă cenușie (Anser anser), gâscă de semănătură (Anser fabalis), lăstunul mare (Apus apus), stârc cenușiu (Ardea cinerea), rață-cu-cap-castaniu (Aythya ferina), Bubulcus ibis, fugaci roșcat (Calidris ferruginea),  prundaș gulerat mic (Charadrius dubius), chirighiță-cu-obraz-alb (Chlidonias hybridus), chirighiță neagră (Chlidonias niger), barză albă (Ciconia ciconia), barză neagră (Ciconia nigra), șerpar (Circaetus gallicus), cuc (Cuculus canorus), lăstun de casă (Delichon urbica), egretă mică (Egretta garzetta), Elanus caeruleus, lișiță (Fulica atra), cocor (Grus grus), acvilă pitică (Hieraaetus pennatus), piciorong (Himantopus himantopus), rândunică (Hirundo rustica), sfrâncioc cu cap roșu (Lanius senator), pescăruș negricios (Larus fuscus), pescăruș râzător (Larus ridibundus), sitar de mâl (Limosa limosa), privighetoare (Luscinia megarhynchos), prigoare (Merops apiaster), gaia neagră (Milvus migrans), gaia roșie (Milvus milvus), stârc de noapte (Nycticorax nycticorax), pietrar mediteranean (Oenanthe hispanica), pietrar sur (Oenanthe oenanthe), grangur (Oriolus oriolus), vultur pescar (Pandion haliaetus), cormoran mare (Phalacrocorax carbo), codroșul de pădure (Phoenicurus phoenicurus), lopătar (Platalea leucorodia), corcodel mare (Podiceps cristatus), silvie cu cap negru (Sylvia atricapilla), silvie roșcată (Sylvia cantillans), fluierar de mlaștină (Tringa glareola), fluierarul cu picioare roșii (Tringa totanus), nagâț (Vanellus vanellus)
- mamifere (1): vidră de râu (Lutra lutra)
- pești (2): Luciobarbus comizo, Pseudochondrostoma polylepis

Pe lângă speciile protejate, pe teritoriul sitului au mai fost identificate 2 specii de păsări.